# Eckerö
Eckerö (fiń. Ekkerö) – miasto na Wyspach Alandzkich (autonomiczna część Finlandii). Według danych szacunkowych na rok 2016 liczy 928 mieszkańców.

## Demografia
- Wykres liczby ludności Eckerö na przestrzeni ostatnich stu lat

źródło: